# Массовое убийство в Пермском государственном университете
Ма́ссовое уби́йство в Пе́рмском госуда́рственном университе́те было совершено 20 сентября 2021 года студентом этого вуза Тимуром Бекмансуровым. В результате устроенной им стрельбы погибли шесть человек, а около шестидесяти получили травмы разной степени тяжести. Нападавший при задержании оказал сопротивление, был ранен и доставлен в больницу, где ему ампутировали ногу. По решению суда Тимур Бекмансуров был признан виновным в массовом убийстве и приговорён к пожизненному лишению свободы.

## Ход событий

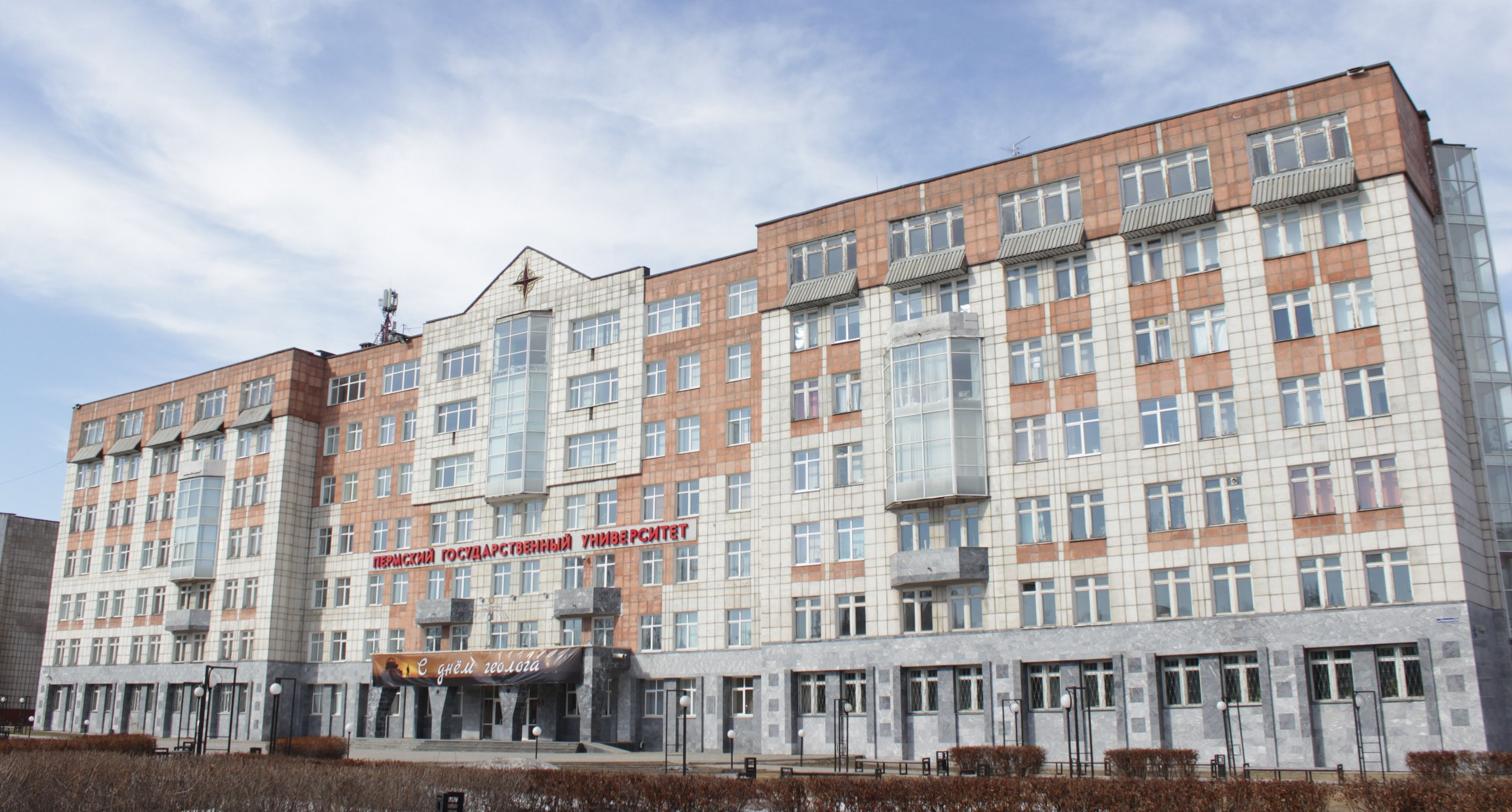
Корпус № 8 Пермского государственного университета в 2015 году

Около 11:30 по местному времени к корпусу № 8 Пермского государственного университета подошёл человек в военном шлеме и маске, обвешанный патронташами с патронами, в его руках было семизарядное (6+1) помповое ружьё двенадцатого калибра Huglu Atrox T. Перед этим (первые сообщения о человеке с оружием зафиксированы в 11:27) он произвёл несколько выстрелов по проезжавшим мимо автомобилям и людям, находившимся у входа в кампус и на территории кампуса. Охранник на западном КПП получил множественные огнестрельные ранения, но выжил. Далее нападавший продолжил стрельбу по людям. Всего за время нападения он произвёл 37 выстрелов и убил шесть человек.
Примерно в 11:35 нападавший, перешедший к тому времени по переходу из корпуса № 8 в корпус № 6 и спускавшийся со второго этажа в холл корпуса, был ранен и обезоружен сотрудником полиции (который оказал нападавшему первую медицинскую помощь), после чего в тяжёлом состоянии доставлен в Пермскую краевую клиническую больницу, где ему была оказана экстренная медицинская помощь и проведена операция по ампутации левой ноги из-за образовавшихся тромбов. Охрана больницы была усилена полицией.
Нападавшего обезвредил младший лейтенант ДПС Константин Калинин — он и старший лейтенант Владимир Макаров, организовавший эвакуацию людей, первыми из представителей силовых ведомств прибыли на место происшествия после того, как получили сообщение о стрельбе от очевидца событий, вбежавшего в кабинет сотрудников ДПС в соседнем с университетом здании.

## Реакция властей
В связи с инцидентом в университете по поручению губернатора Пермского края 20 сентября отменены занятия во всех школах, техникумах и колледжах края. Обучение в вузах на ближайшее время переведено в дистанционный формат.
Министерством образования и науки Прикамья образовательным организациям было приказано за 20 сентября провести максимальную работу по усилению мер безопасности; в учреждения запретили допускать посторонних лиц.
Президент России Владимир Путин выразил соболезнования и направил в Пермский край министра науки и высшего образования Валерия Фалькова и министра здравоохранения Михаила Мурашко. Позднее было объявлено, что семьи погибших и пострадавших при стрельбе получат денежные компенсации (семьям погибших выплатят по одному миллиону, раненым по пятьсот тысяч, и получившим различные травмы по сто тысяч рублей).
21 сентября 2021 года в Пермском крае было объявлено днём траура.

## Личности

### Нападавший
Нападавший — Тимур Маратович Бекмансуров, родился 8 марта 2003 в Глазове; был студентом первого курса юридического факультета университета, на который и совершил нападение; обучался по специальности «Судебная экспертиза». Мать работала бухгалтером. Отец десять лет служил в милиции, работал охранником, а с 2012 года служил по контракту в российской армии и участвовал в военных конфликтах в Сирии. Родители развелись в 2009 году. После развода мать с сыном переехали в Пермь, где Бекмансуров поступил в местную школу.
Согласно показаниям бывшей учительницы, Тимур отличался интеллектом, был отзывчивым, но при этом «любил Гитлера, поддерживал его взгляды, говорил, что поступил бы аналогично».
За день до нападения Бекмансуров создал отложенную публикацию на своей странице в «ВКонтакте» с письмом, которое было опубликовано примерно во время, когда преступник находился на территории университета. В письме он подробно описал процесс получения лицензии на дробовик, а также неоднократно упоминал о постоянно усиливающихся головных болях и звоне в ушах. В самом начале он написал, что его действия не следует расценивать как теракт, что он не состоит в экстремистских организациях, не религиозен и аполитичен. Спустя несколько часов после нападения аккаунт был заблокирован.

### Погибшие
В результате нападения погибли шесть человек:
- Ксения Самченко (18 лет) — студентка географического факультета;
- Екатерина Шакирова (19 лет) — студентка географического факультета;
- Ярослав Арамелев (19 лет) — студент физического факультета;
- Александра Мохова (20 лет) — студентка механико-математического факультета;
- Анна Айгельдина (24 года) — выпускница химического факультета; в этот день приехала в вуз, чтобы забрать диплом магистра;
- Маргарита Энгаус (66 лет) — эндоскопист; пришла в университет вместе с внуком на экскурсию.

### Полицейские, задержавшие преступника
22 сентября 2021 года указом президента России младший лейтенант ДПС Константин Михайлович Калинин был награждён орденом Мужества, а его напарник, старший лейтенант полиции Владимир Александрович Макаров — медалью «За отличие в охране общественного порядка». Оба сотрудника досрочно повышены в звании.

### Преподаватели, сотрудники и студенты
Во время нападения профессор кафедры русского языка и стилистики О. И. Сыромятников читал курс по истории русской литературы. Обсудив ситуацию по телефону с деканом, он продолжил лекцию, предупредив, что будет спрашивать этот материал позднее (впоследствии он утверждал, что делал это во избежание паники). Он поддержал инициативу присутствовавшей неподалёку матери одной из студенток о запирании металлической двери. Ряд политиков и общественных деятелей (в том числе Геннадий Онищенко, Сергей Миронов, депутат Госдумы Алексей Журавлёв и другие) считают его героем, которого нужно наградить.
Доцент химического факультета А. А. Юминова, которая вела в это время потоковую лекцию, услышав выстрелы и почувствовав запах горелого, оперативно вместе со студентами забаррикадировала двери стульями и партами, перевязав также ремнём от сумки ноутбука.
Фельдшера медпункта университета Анну Никитину наградили за спасение пострадавших во время стрельбы в вузе.

### Руководство вуза
В начале 2023 года договор с ректором университета Дмитрием Красильниковым досрочно расторгли, по словам неназванного источника в правительстве Пермского края, во многом из-за стрельбы в вузе и последовавших после этого уголовных дел.

## Расследование и суд

### Основной процесс
Уголовное дело в отношении Бекмансурова было возбуждено по следующим статьям УК РФ:
- пункты «а», «е», «и» части 2 статьи 105 (убийство двух и более лиц, совершённое общеопасным способом, из хулиганских побуждений);
- части 3 ст. 30, п. «а», «е», «и» части 2 ст. 105 (покушение на убийство);
- ст. 317 (посягательство на жизнь сотрудника правоохранительного органа);
- части 2 ст. 167 (умышленное повреждение чужого имущества, совершённое из хулиганских побуждений, общеопасным способом).

Расследование вёл центральный аппарат СК РФ.
В результате проведённой комплексной психолого-психиатрической экспертизы Тимур Бекмансуров был признан вменяемым. Вместе с тем позднее, уже в ходе судебного процесса, в прокуратуре сообщили, что у Бекмансурова было выявлено шизоидное расстройство личности, но он был признан вменяемым, поскольку мог осознавать характер и опасность своих действий. Также сообщалось, что Бекмансуров не страдает психическими заболеваниями.
В ходе расследования было опрошено свыше 1 тыс. свидетелей и проведено более 230 судебных завершённых экспертиз. Объём уголовного дела составил 102 тома.
Судебный процесс по делу Бекмансурова начался в Пермском краевом суде 5 сентября 2022 года. Гособвинение потребовало приговорить Бекмансурова к пожизненному лишению свободы. Подсудимый в суде признал вину в полном объёме, выразил раскаяние и попросил суд не приговаривать его к пожизненному заключению. 28 декабря 2022 года Бекмансуров получил пожизненный срок. При этом суд посчитал смягчающими обстоятельствами содействие следствию, признание вины, наличие хронических заболеваний и инвалидности, а отягчающим — совершение преступления при помощи оружия.
27 июня 2023 года Четвёртый апелляционный суд в Нижнем Новгороде подтвердил пожизненное заключение пермскому стрелку.
В начале 2024 года Бекмансуров подал кассационную жалобу в Верховный суд с просьбой отмены пожизненного приговора, которая была рассмотрена 7 мая 2024 года. Бекмансуров попытался доказать, что он был невменяем и решение о его пожизненном заключении необходимо отменить. Он называл себя слабоумным, заявил о том, что страдает психозом, и что медэксперты ошиблись и не обратили внимание на его самочувствие. Во время заседания прокурор сообщил, что слабоумия и психозов у подсудимого нет и что тот действовал намеренно. Приговор был оставлен в силе.

### Сопутствующие процессы
В ходе разбирательства происшествия СК РФ возбудил дело в отношении руководителей вуза. Ректору ПГНИУ Дмитрию Красильникову, первому проректору Павлу Блусю, а также заместителю председателя антикоррупционной комиссии университета Михаилу Мухачеву инкриминировалось оказание услуг, не отвечающих требованиям безопасности.
Также фигурантом уголовного дела стала сотрудница Росгвардии Наталья Голованова, в отношении которой было возбуждено дело по статье «Халатность, повлёкшая по неосторожности смерть двух и более лиц». В 2018 году Голованова подписала с руководством университета бумаги об обследовании территории вуза, где не было указано о нарушениях в организации правил охраны; при этом, как выяснилось впоследствии, система оповещения и управления эвакуацией при совершении нападения была неработоспособной.
2 ноября 2023 следственный комитет завершил расследование, однако 28 декабря 2023 года Генпрокуратура отправила дело на дополнительное расследование, а 19 февраля 2024 года стало известно что дело переквалифицировали на более мягкую часть той же статьи.

## Память
В декабре 2022 года зампредседатель правительства РФ Дмитрий Чернышенко сообщил, что на территории ПГНИУ появится часовня в память о погибших. В 2023 году на месте строительства был установлен православный крест. К осени 2023 года появились первые эскизы часовни. За основу была взята городская часовня, расположенная возле Успенского храма. Проект был одобрен в комиссии Министерством имущества. Некоторые сотрудники и студенты вуза выступали против строительства на территории университета. Возведение памятного креста также вызвало споры среди студентов и сотрудников университета. В публикации о появлении креста развернулась дискуссия в его необходимости. В ноябре 2024 года часовня была открыта. В церемонии освящения и открытия часовни принял участие губернатор Пермского края Дмитрий Махонин.